# Angèle Coutu
Pour les articles homonymes, voir Coutu.
Angèle Coutu est une actrice québécoise née le 6 février 1946 à Montréal (Canada). Elle est la fille du comédien Jean Coutu (1925-1999).

## Biographie
Angèle Coutu est diplômée du Conservatoire d'art dramatique de Montréal, promotion 1966.

## Filmographie

### Cinéma
- 1971 : Après ski : Jill
- 1972 : La Vraie Nature de Bernadette : une voisine
- 1972 : Françoise Durocher, waitress : l'une des Françoise Durocher
- 1973 : La Conquête
- 1973 : O.K. ... Laliberté
- 1987 : Les Fous de Bassan d'Yves Simoneau : Maureen
- 1987 : Le Sourd dans la ville : Florence
- 1989 : Dans le ventre du dragon : Voisine 2
- 1990 : T'es belle Jeanne : Loulou
- 1990 : Le Party : Mimi
- 1992 : Coyote : mère de Chomi
- 2002 : The Book of Eve (Histoire d'Ève en version française) : Madame Plante
- 2008 : Borderline : Mémé
- 2011 : Marécages : Thérèse Santerre

### Télévision
- 1966 - 1977 : Rue des Pignons : Jocelyne Doucet
- 1966 - 1971 : Moi et l'autre : secrétaire
- 1968 : Doux sauvage (téléthéâtre dans Les Beaux Dimanches) : Geneviève[2]
- 1976 - 1977 : Les Anglais sont arrivés
- 1977 - 1980 : Jamais deux sans toi : Francine Duval
- 1982 - 1985 : Une vie… : Carole Vanasse
- 1985 - 1990 : L'Or du temps : Sophie DeBray
- 1987 - 1990 : La Maison Deschênes : Élizabeth Moreau
- 1989 - 1990 : Jeux de société : Françoise Kirouac
- 1990 - 1992 : Jamais deux sans toi : Francine Duval
- 1993 : Avec un grand A : Femme cherche homme : Catherine
- 1995 - 1996 : Les Héritiers Duval : Francine Duval
- 1995 : Les Grands Procès : L'Affaire Durand : Pat Holben
- 1996 - 1997 : Urgence : Josette Ménard
- 1996 : Marguerite Volant : Eugénie Beaubassin
- 1996 - 2001 : Le Retour : Madeleine Beaulieu-Landry
- 2001 - 2003 : Mon meilleur ennemi : Irène Boisvert
- 2005 - 2008 : Le Négociateur : Solange St-Louis
- 2006 : Lance et compte : La Revanche : La juge (3 épisodes)
- 2009 - 2013 : Le Gentleman : Véronique Leviel
- 2010 : Virginie : Louise Michel
- 2010 - 2014 : Trauma : mère de Céline Paquin (1 épisode)
- 2010 - 2014 : Toute la vérité : Simone Desbiens
- 2016 - 2017 : Unité 9 : Sœur Marie-Gisèle Castonguay

## Distinctions
- 1988 - Prix Gémeau, Meilleure interprétation, premier rôle féminin: série dramatique ou de comédie
- 1991 - Prix Gémeau, Meilleure interprétation premier rôle féminin : téléroman
- 1992 - Prix Gémeau, Meilleure interprétation premier rôle féminin : téléroman
- 1993 - Prix Gémeau, Meilleure interprétation premier rôle féminin : téléroman
- 2009 - Prix Jutra de la meilleure actrice de soutien pour Borderline